# Carl Breidenbach zu Breidenstein
Carl Friedrich Ludwig Christian Freiherr Breidenbach zu Breidenstein (* 12. September 1789 in Breidenstein; † 12. Dezember 1847 in Darmstadt) war ein hessischer Politiker und Generalmajor.

## Familie
Carl Breidenbach Freiherr zu Breidenstein aus dem gleichnamigen mittelhessischen Adelsgeschlecht war der Sohn des gleichnamigen Obristen Karl Freiherr von Breidenbach zu Breidenstein (1751–1813) und dessen Frau Charlotte, geborene von Hein (1758–1792). 1816 heiratete Carl Breidenbach zu Breidenstein, der evangelischer Konfession war, in erster Ehe Amalie, geborene Blecken von Schmeling (1793–1835). Nach ihrem Tod heiratete er 1836 Klara, geborene Eberhard (1816–1894).

## Militärische Karriere
Breidenstein wurde 1820 Rittmeister im Garde-Chevaulegers-Regiment der Großherzoglich Hessischen Armee und wurde im gleichen Jahr zum Major befördert. 1833 erhielt er die Ernennung zum Oberstleutnant und rückte 1836 zum Oberst auf. 1836 wurde er 2. Kommandeur und 1845 Generalmajor.

## Politik
Von der 1. bis zur 10. Wahlperiode (1820–1847) war Carl Breidenbach Freiherr zu Breidenstein Abgeordneter der zweiten Kammer der Landstände des Großherzogtums Hessen. In den Landständen vertrat er den grundherrlichen Adel. Er war 2. Präsident der Kammer und gehörte dem I. Ausschuss an. Politisch stand er für konservative Positionen. Später wurde er Direktor der hessischen Staatsschuldentilgungskasse.